# مقاطعة ماديسون
مقاطعة ماديسون ولاية انديانا (بالإنجليزية: Madison County, Indiana)‏ هي مدينة من مدن الولايات المتحدة التابعة لولاية إنديانا ويبلغ عدد سكانها
131636 نسمة  ومقر المقاطعة هو مدينة اندرسون